# Urbano Paracciani Rutili
Urbano Paracciani Rutili (Roma, 8 febbraio 1715 – Fermo, 2 gennaio 1777) è stato un cardinale e arcivescovo cattolico italiano.

## Biografia
Nacque a Roma l'8 febbraio 1715 da Rutilio Francesco e Chiara Maddalena Vitelleschi.
Papa Clemente XIII lo elevò al rango di cardinale nel concistoro del 26 settembre 1766.
Morì il 2 gennaio 1777 all'età di 61 anni.

## Genealogia episcopale e successione apostolica
La genealogia episcopale è:
- Cardinale Scipione Rebiba
- Cardinale Giulio Antonio Santori
- Cardinale Girolamo Bernerio, O.P.
- Arcivescovo Galeazzo Sanvitale
- Cardinale Ludovico Ludovisi
- Cardinale Luigi Caetani
- Cardinale Ulderico Carpegna
- Cardinale Paluzzo Paluzzi Altieri degli Albertoni
- Papa Benedetto XIII
- Papa Benedetto XIV
- Papa Clemente XIII
- Cardinale Urbano Paracciani Rutili

La successione apostolica è:
- Cardinale Domenico Spinucci (1775)